# Wilhelm Heinrich (Sachsen-Eisenach)

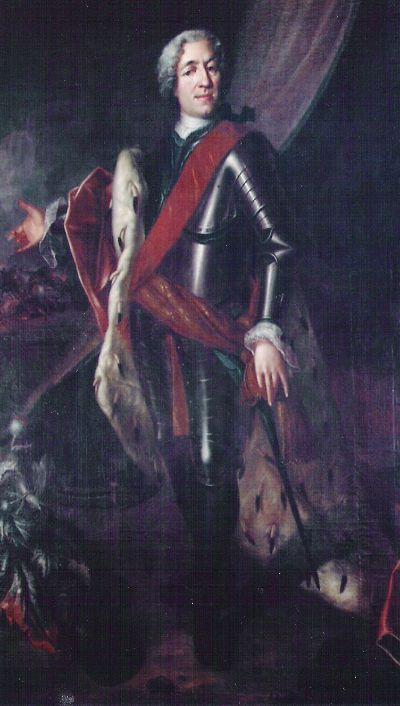
Wilhelm Heinrich von Sachsen-Eisenach im Harnisch mit Scherpe und Hermelinmantel in der Pose des Feldherrn

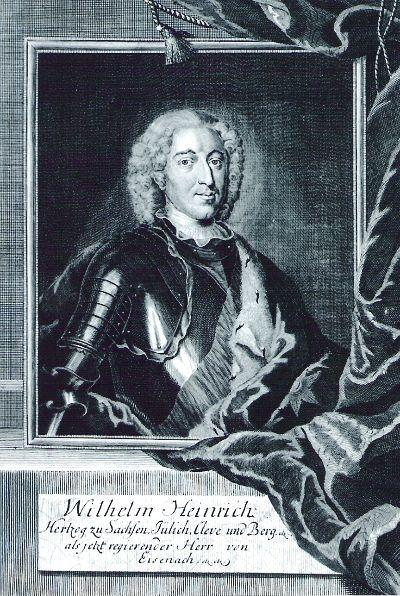
Wilhelm Heinrich von Sachsen-Eisenach, Kupferstich (wahrscheinlich nach Johann Christoph Sysang, um 1735)

Wilhelm Heinrich von Sachsen-Eisenach (* 10. November 1691 in Heerenveen-Oranienwald; † 26. Juli 1741 in Eisenach) war Herzog von Sachsen-Eisenach. Er stammte aus der ernestinischen Linie des Hauses Wettin.

## Familie
Wilhelm Heinrich wurde als Sohn des Herzogs Johann Wilhelm von Sachsen-Eisenach und dessen erster Ehefrau Amalia von Nassau-Dietz geboren.

## Leben
Als 18-Jähriger überlebte er einen Sturz vom Pferd nur knapp, zog sich aber eine schwere Nierenverletzung zu, die ihn zeitlebens plagen sollte. 1729, nach dem Tod seines Vaters, bestieg er den herzoglichen Thron von Sachsen-Eisenach.
1723 wurde er durch Heirat mit einer preußischen Prinzessin Ritter des Ordens vom Schwarzen Adler. Im gleichen Jahr war er auch einer der ersten Ritter des Ordens vom Weißen Falken Ernst Augusts von Sachsen-Weimar.
Er zeigte großes Interesse an allem Militärischen. Zwei seiner Eisenachischen Regimenter gab er in fremde Dienste, so in die Niederlande und zur Reichsarmee. Außerdem versprach er mit dem 17. Oktober 1740 seinem angeheirateten Neffen, dem preußischen König Friedrich II., ein weiteres Regiment, das spätere Füsilierregiment Nr. 40. Das bereits 1732 mit zwei Musketier-Bataillonen aufgestellte Regiment hatte bereits im Polnischen Thronfolgekrieg, in kaiserlichem Dienst am Rhein, in Oberitalien und am Bodensee gekämpft, seit 1734 mit drei Bataillonen. Nach dem Wiener Frieden und der Rückkehr nach Eisenach 1739 wurde es auf ein Bataillon reduziert; die meisten Offiziere schieden aus. Am 8. Oktober 1739 auf Preußen vereidigt, wurde es 1740 in Magdeburg von Oberst Christian Reinhold von Derschau übernommen. Der Herzog verpflichtete 25 nicht-eisenachische Offiziere, beschaffte Ersatz für das zweite Bataillon und wurde Chef des Regiments.
Er wurde in der Georgenkirche zu Eisenach bestattet. Mit seinem Tod starb das Geschlecht der Herzöge von Sachsen-Eisenach aus, und das Fürstentum fiel als Erbschaft an Sachsen-Weimar. Seitdem waren die beiden Länder vereinigt und als Herzogtum, ab 1815 Großherzogtum Sachsen-Weimar-Eisenach bekannt.

## Ehen
Wilhelm Heinrich war zweimal verheiratet. In erster Ehe heiratete er 1713 Albertine Juliane von Nassau-Idstein, Tochter von Fürst Georg August. In zweiter Ehe heiratete er 1723 Anna Sophie Charlotte von Brandenburg-Schwedt, Tochter von Markgraf Albrecht Friedrich. Beide Ehen blieben kinderlos.